# Měrné skupenské teplo tání
Měrné skupenské teplo tání je teplo, které přijme 1 kilogram pevné látky, jestliže se za teploty tání celý přemění na kapalinu téže teploty.

## Značení
- Značka: lt
- Jednotka SI: joule na kilogram, zkratka J/kg
- Další jednotky: kilojoule na kilogram, 1 kJ/kg = 1 000 J/kg

## Výpočet
Měrné skupenské teplo tání se určí jako podíl skupenského tepla tání {\displaystyle L_{t}} a hmotnosti {\displaystyle m} látky, tzn.
{\displaystyle l_{t}={\frac {L_{t}}{m}}}

## Příklady hodnot
Měrné skupenské teplo tání:
- Cín 60 kJ/kg
- Hliník 399 kJ/kg
- Křemík 1650 kJ/kg
- Lithium 420 kJ/kg
- Měď 204 kJ/kg
- Nikl 300 kJ/kg
- Olovo 23 kJ/kg
- Stříbro 111 kJ/kg

- Voda 334 kJ/kg
- Wolfram 192 kJ/kg
- Zinek 102 kJ/kg
- Zlato 64 kJ/kg
- Železo 289 kJ/kg